# Phyllastrephus cabanisi
Phyllastrephus cabanisi é uma espécie de ave da família Pycnonotidae.
Pode ser encontrada nos seguintes países: Angola, Burundi, República Democrática do Congo, Quénia, Malawi, Moçambique, Ruanda, Sudão, Tanzânia, Uganda e Zâmbia.
Os seus habitats naturais são: florestas secas tropicais ou subtropicais , florestas subtropicais ou tropicais húmidas de baixa altitude, regiões subtropicais ou tropicais húmidas de alta altitude e matagal húmido tropical ou subtropical.